# Châtillon (Vienne)
Châtillon is een plaats en voormalige gemeente in het Franse departement Vienne (regio Nouvelle-Aquitaine) en telt 119 inwoners (1999). De plaats maakt deel uit van het arrondissement Montmorillon. Châtillon is op 1 januari 2019 gefuseerd met de gemeente 
Ceaux-en-Couhé, Couhé, Payré en Vaux tot de gemeente Valence-en-Poitou. 

## Geografie
De oppervlakte van Châtillon bedraagt 6,0 km², de bevolkingsdichtheid is 19,8 inwoners per km².
De onderstaande kaart toont de ligging van Châtillon (Vienne) met de belangrijkste infrastructuur en aangrenzende gemeenten.

## Demografie
Onderstaande figuur toont het verloop van het inwonertal (bron: INSEE-tellingen).